# بنای گنبد جهانگیر
بقایای بنای گنبد جهانگیر مربوط به دوره ساسانیان - دوران‌های تاریخی پس از اسلام است و در شهرستان ایوان، بین روستاهای سرتنگ علیا وسفلی واقع شده و این اثر در تاریخ ۹ اردیبهشت ۱۳۸۲ با شمارهٔ ثبت ۸۴۶۰ به‌عنوان یکی از آثار ملی ایران به ثبت رسیده است.